# 杨家套镇
杨家套镇，是中华人民共和国河北省唐山市玉田县下辖的一个乡镇级行政单位。
2015年，河北省民政厅批复同意撤销杨家套乡，设立杨家套镇，镇人民政府驻杨家套村府前街7号。

## 行政区划
杨家套镇下辖以下地区：
李官屯村、大定府村、渠梁河村、曹马殿村、丁刘村、高桥村、高訾安村、蛮田村、前后定村、王官屯村、杨小联村和张李板村。